# 全国指導者

1934年制定の全国指導者襟章

1939年制定の全国指導者腕章

全国指導者旗

全国指導者（ぜんこくしどうしゃ、独: Reichsleiter、ライヒスライター）とは、国家社会主義ドイツ労働者党（ナチ党）の最高指導部である全国指導部（Reichsleitung、ライヒスライトゥング）を形成するメンバーであり、またはその階級を指す。党の最高指導者 （Führer）であるアドルフ・ヒトラーを補佐し、原則的には職能別に権限を分掌していた。

## 概要
全国指導者、すなわち全国指導部の概要が初めて公表されたのは1931年8月である。全国指導者は、その担当分野において最高指導者ヒトラーから全権を委託されており、その職務遂行にあたってはヒトラーだけに責任を負うとされていた。
全国指導者は原則として担当分野についてのナチ党々内組織の長であった。このため、ゲッベルスの「宣伝全国指導者」を「ナチ党宣伝部長」、ヒムラーの「親衛隊全国指導者」を「親衛隊長官」などとするように、日本語では全国指導者のことを「○○部長」「○○長官」と意訳することがある。
初期の小規模なナチ党では全国指導者も党内の事務組織の分掌者という役割にとどまったが、ナチ党が拡大するにつれて全国指導者の権限も膨張していった。ヒトラー内閣の成立とナチ党の権力掌握によってナチ党とドイツ国家は一体化し、全国指導者は国家全体の指導者としての地位を占めることとなった。これにより、全国指導者の中には、政府において内閣の閣僚など重要な公職を兼任する者も多かった。さらに、ナチ党が国家を指導するというナチ体制下では、党の全国指導者の中には類似分野を担当する政府の大臣を上回る権勢を手にする者も存在した。
- ヨーゼフ・ゲッベルスはナチ党の宣伝全国指導者であるとともに、政府の宣伝大臣であり、党と政府の宣伝政策を一手に握っていた。
- リヒャルト・ヴァルター・ダレは農民全国指導者・農政全国指導者となり、政府の食糧大臣となったが、政策に失敗して影響力を失い、健康を害したこともあって大臣の座もヘルベルト・バッケに奪われた。ただし全国指導者としての地位はナチ党崩壊まで維持している。
- アルフレート・ローゼンベルクは対外政策全国指導者であったが、官庁としての外務省、ナチ党の国外大管区（英語版）、そしてヨアヒム・フォン・リッベントロップの個人事務所などと外交分野の主導権を巡って争っていた。ローゼンベルクは外交政策の主導権を握ることは出来なかった。第二次世界大戦の後期にはローゼンベルクは東部占領地域大臣として入閣を果たしたが、その権限はヒムラーの親衛隊などに浸食されて限定的なものに留まり、ローゼンベルクの政治的影響力は大きなものではなかった。
- ロベルト・ライやハインリヒ・ヒムラーは、党組織に由来する権力を行使し、やがては国家全体におよぶ巨大な政治的影響力を持つにいたった。
- ヴィルヘルム・フリックは全国指導者としては「国会議員団団長」であったが、これは特定の担当分野というよりも名誉職的な色彩が濃かった。フリックはナチ党員として最初に地方政府（テューリンゲン州）の大臣となり、ヒトラー内閣組閣時にはゲーリングとともに入閣するなど主要幹部の一人であったが、党内に影響力を及ぼせる組織を持っておらず、ナチ体制前期での彼の権力のほとんどは内務大臣としての権限に由来していた。しかしそれも親衛隊の治安権力伸張と、戦時体制によって影響力が低下していった。内務大臣退任後のフリックは、ほとんど影響力を喪失してしまうことになる。
- 一方で、財政全国指導者のフランツ・クサーヴァー・シュヴァルツのように党内の事務担当としての職責に専念してほとんど政治的活動を行わず、党内や政府内の権力闘争からは意識的に距離を置いていたメンバーもいる。

一方で党内において特定の役職を割り当てられていないメンバーもいた。例えばヘルマン・ゲーリングの肩書はあくまで「総統後継者」であり、特定の担当分野を与えられておらず、全国指導者のメンバーに含まれないとする解説も多い。ただし、ゲーリングは党と国家のナンバー2と広く見做されており、政府、党、軍の多数の要職を兼務し、それらについては最高指導者ヒトラーから全権を委任されており、大きな政治的権限をふるっていたことから、事実上全国指導者の中に入るとも言える。

### 全国指導部メンバー以外の「全国指導者」
ただし、「全国指導者」と日本語訳される党役職を持つ者すべてが全国指導部のメンバーであったわけではない。たとえば、「Reichsführer」という役職も日本語では「全国指導者」と訳されるが、この称号を持つ者の中で全国指導部のメンバーであったのは1934年以降の親衛隊全国指導者（ヒムラー）、青少年全国指導者、労働全国指導者だけである。こうした、全国指導部メンバー以外の「全国指導者」の事例としては下記のようなものがある。
- 1934年以前の親衛隊全国指導者： この時期の親衛隊は突撃隊に属する一組織にすぎなかった。しかし1929年のハインリヒ・ヒムラーの親衛隊全国指導者就任をきっかけとして親衛隊は著しく拡大し、1934年の長いナイフの夜による突撃隊の地位低下の後に突撃隊からの独立を果たした。同年8月23日、親衛隊全国指導者は全国指導部メンバーとして正式に位置づけられた。
- 「全国女性指導者」（Reichsfrauenführerin）のゲルトルート・ショルツ＝クリンク（ドイツ語版）
- 「全国健康指導者」（Reichsgesundheitsführer）のレオナルド・コンティ（ドイツ語版）[2]
- 「全国体育指導者」（Reichssportführer）のハンス・フォン・チャマー・ウント・オステン（ドイツ語版）
- 「全国学生指導者」（Reichsstudentenführer）のグスタフ・アドルフ・シェール
- 「全国大学教員指導者」（Reichsdozentenführer）のヴァルター・シュルツェ（ドイツ語版）

## 全国指導者のリスト
| 名前                                 | 画像 | 役職名 | 全国指導者として所管する党内組織 | 期間             | その他の党役職・官職                                                                                       | 備考                                                                  |
| ------------------------------------ | ---- | --- | -------------------------------- | ---------------- | --- | --------------------------------------------------------------------- |
| ヘルマン・ゲーリング                 |      | 総統後継者 |                                  | 1930年 ｜ 1945年 | 航空大臣 四カ年計画全権 国会議長 空軍総司令官 国家元帥など                                                 | 1945年4月、後継者就任手続きの行使を宣言してヒトラーの逆鱗に触れ、解任 |
| ルドルフ・ヘス                       |      | 総統代理、総統第二後継者 （Stab des Stellvertreters des Führers)                                                         | 総統代理幕僚部                   | 1932年 ｜ 1941年 | 退役陸軍予備役少尉 無任所大臣 親衛隊大将 NSDAP/AO 総裁など                                                 | 1941年5月に秘密裏に渡英したため、解任                                 |
| マルティン・ボルマン                 |      | 総統代理幕僚長 （Stabsleiter des StdF） (1933–41) 党官房長 (Leiter der Parteikanzlei) (1941–45）                         | 総統代理幕僚部 党官房            | 1933年 ｜ 1945年 | 無任所大臣待遇 親衛隊大将 総統秘書 国会議員                                                                | ヒトラーの政治的遺書でナチ党担当大臣に指名                            |
| フランツ・クサーヴァー・シュヴァルツ |      | 全国財政局長 (Reichsschatzmeister der NSDAP)                                                                             | 財政部                           | 1925年 ｜ 1945年 | 退役陸軍中尉 親衛隊上級大将 国会議員                                                                       |                                                                       |
| グレゴール・シュトラッサー           |      | 全国宣伝指導者 (Reichspropagandaleiter) （1926年～1929年） 全国組織指導者 (Reichsorganisationsleiter) （1929年～1932年） | 宣伝部 組織部                    | 1926年 ｜ 1932年 | 退役陸軍中尉 党北西ドイツ大管区活動協同体指導者                                                            | 1932年に失脚、「長いナイフの夜事件」で暗殺                            |
| ロベルト・ライ                       |      | 全国組織指導者 (Reichsorganisationsleiter)                                                                               | 組織部                           | 1932年 ｜ 1945年 | ドイツ労働戦線指導者 国会議員                                                                              |                                                                       |
| フィリップ・ボウラー                 |      | 総統官房長 (Chef der Kanzlei des Führers und Vorsitzender)                                                               | 総統官房                         | 1933年 ｜ 1945年 | 退役陸軍少尉 親衛隊大将 全国経営指導者 T4作戦（「劣等分子」安楽死計画）責任者 国会議員                     |                                                                       |
| ヴァルター・ブーフ                   |      | 党最高裁判所長 (Oberstes Parteigericht der NSDAP)                                                                        | 党最高裁判所                     | 1928年 ｜ 1945年 | 退役陸軍少佐 親衛隊大将 国会議員                                                                           |                                                                       |
| ヴィルヘルム・グリム                 |      | 党第2最高裁判所長 (Der Stellvertretende Vorsitzender des Obersten Parteigerichts / Der Vorsitzende der 2.)               | 党第2最高裁判所                  | 1932年 ｜ 1939年 | 親衛隊中将 陸軍予備役大尉 国会議員                                                                         |                                                                       |
| ヨーゼフ・ゲッベルス                 |      | 全国宣伝指導者 (Reichspropagandaleiter)                                                                                  | 宣伝部                           | 1929年 ｜ 1945年 | 国民啓蒙・宣伝大臣 ベルリン大管区指導者 総力戦指導者                                                       | ヒトラーの政治的遺書で首相に指名                                      |
| オットー・ディートリヒ               |      | 全国報道局長 (Reichspressechef)                                                                                          | 報道部                           | 1931年 ｜ 1945年 | 退役陸軍少尉 国民啓蒙・宣伝省首席次官 政府報道局長 親衛隊大将 国会議員                                     | 1945年3月に解任                                                       |
| マックス・アマン                     |      | 全国出版指導者 (Reichsleiter für die Presse)                                                                             | 出版部                           | 1931年 ｜ 1945年 | エーア出版社社長 親衛隊大将 国会議員 全国出版院総裁 党出版局指導者 (Der Leiter der Parteipresse der NSDAP) |                                                                       |
| ハンス・フランク                     |      | 全国司法指導者 (Der Leiter des Reichsrechtsamtes)                                                                        | 司法部                           | 1933年 ｜ 1945年 | 無任所大臣 ドイツ法律アカデミー総裁 ポーランド総督 陸軍予備役少尉 国会議員                                 |                                                                       |
| アルフレート・ローゼンベルク         |      | 対外政策局 指導者 (Der Leiter des Außenpolitischen Amts der NSDAP)                                                       | 対外政策局                       | 1933年 ｜ 1945年 | 東部占領地域大臣 国会議員                                                                                  | ヒトラー入獄中の1924年には一時指導者代理の地位にあった                |
| リヒャルト・ヴァルター・ダレ         |      | 全国農政指導者 (Der Leiter des Amtes für Agrarpolitik) 全国農民指導者 (Reichsbauernführer) 親衛隊大将 国会議員           | 農政部                           | 1930年 ｜ 1945年 | 食糧大臣                                                                                                   | 1933年に全国農政指導者を全国農民指導者に改称                          |
| カール・フィーラー                   |      | 全国書記指導者 (Schriftführer der NSDAP) 地方行政本部長 (Leiter des Hauptamts für Kommunalpolitik) (1933年～1945年）     | 書記局 地方行政本部              | 1933年 ｜ 1945年 | ミュンヘン市長 退役陸軍少尉 親衛隊大将 国会議員                                                            |                                                                       |
| エルンスト・レーム                   |      | 突撃隊幕僚長 (Der Stabschef der SA)                                                                                      | 突撃隊                           | 1931年 ｜ 1934年 | 退役陸軍大尉 無任所大臣 国会議員                                                                           | 「長いナイフの夜」事件によって殺害                                    |
| ヴィクトール・ルッツェ               |      | 突撃隊幕僚長 | 突撃隊                           | 1934年 ｜ 1943年 | 退役陸軍中尉 プロイセン州ハノーファー県(de)知事 国会議員                                                   | 1943年に事故死                                                        |
| ヴィルヘルム・シェップマン           |      | 突撃隊幕僚長 | 突撃隊                           | 1943年 ｜ 1945年 | 退役陸軍中尉 国会議員                                                                                      |                                                                       |
| ハインリヒ・ヒムラー                 |      | 親衛隊全国指導者 (Reichsführer des SS)                                                                                   | 親衛隊                           | 1934年 ｜ 1945年 | 全ドイツ警察長官 内務大臣 国会議員                                                                         | 1945年4月、西側との単独講和を模索してヒトラーの逆鱗に触れ、解任       |
| バルドゥール・フォン・シーラッハ     |      | 全国青少年指導者 （ヒトラー・ユーゲント指導者） (Reichsjugendführer) （1933年～1939年）                                  | ヒトラー・ユーゲント             | 1928年 ｜ 1939年 | 大ウィーン帝国大管区大管区指導者 陸軍予備役少尉 国会議員                                                   | 1939年以降はユーゲント教育のためのナチ党全国指導者                    |
| アルトゥール・アクスマン             |      | 全国青少年指導者 （ヒトラー・ユーゲント指導者）                                                                          | ヒトラー・ユーゲント             | 1939年 ｜ 1945年 | 陸軍予備役中尉 国会議員                                                                                    |                                                                       |
| コンスタンティン・ヒールル           |      | 全国労働指導者（Reichsarbeitsführer）                                                                                    | 労働部                           | 1936年 ｜ 1945年 | 国家労働奉仕団総裁 名誉陸軍少将 国会議員                                                                   |                                                                       |
| フランツ・フォン・エップ             |      | 全国国防政策指導者 (Leiter des Wehrpolitischen Amtes) 全国植民政策指導者 (Leiter des Kolonialpolitisches Amt der NSDAP)  | 国防政策部 植民政策局            | 1932年 ｜ 1945年 | バイエルン州国家弁務官・国家代理官 陸軍中将 突撃隊大将 国会議員                                            | 1945年4月にバイエルン自由行動に参加したとして逮捕                     |
| ヴィルヘルム・フリック               |      | ナチ党国会議員団長 (Fraktionsführer)                                                                                     | 国会議員団                       | 1924年 ｜ 1945年 | 内務大臣 ベーメン・メーレン保護領総督 国会議員                                                             |                                                                       |

## ギャラリー

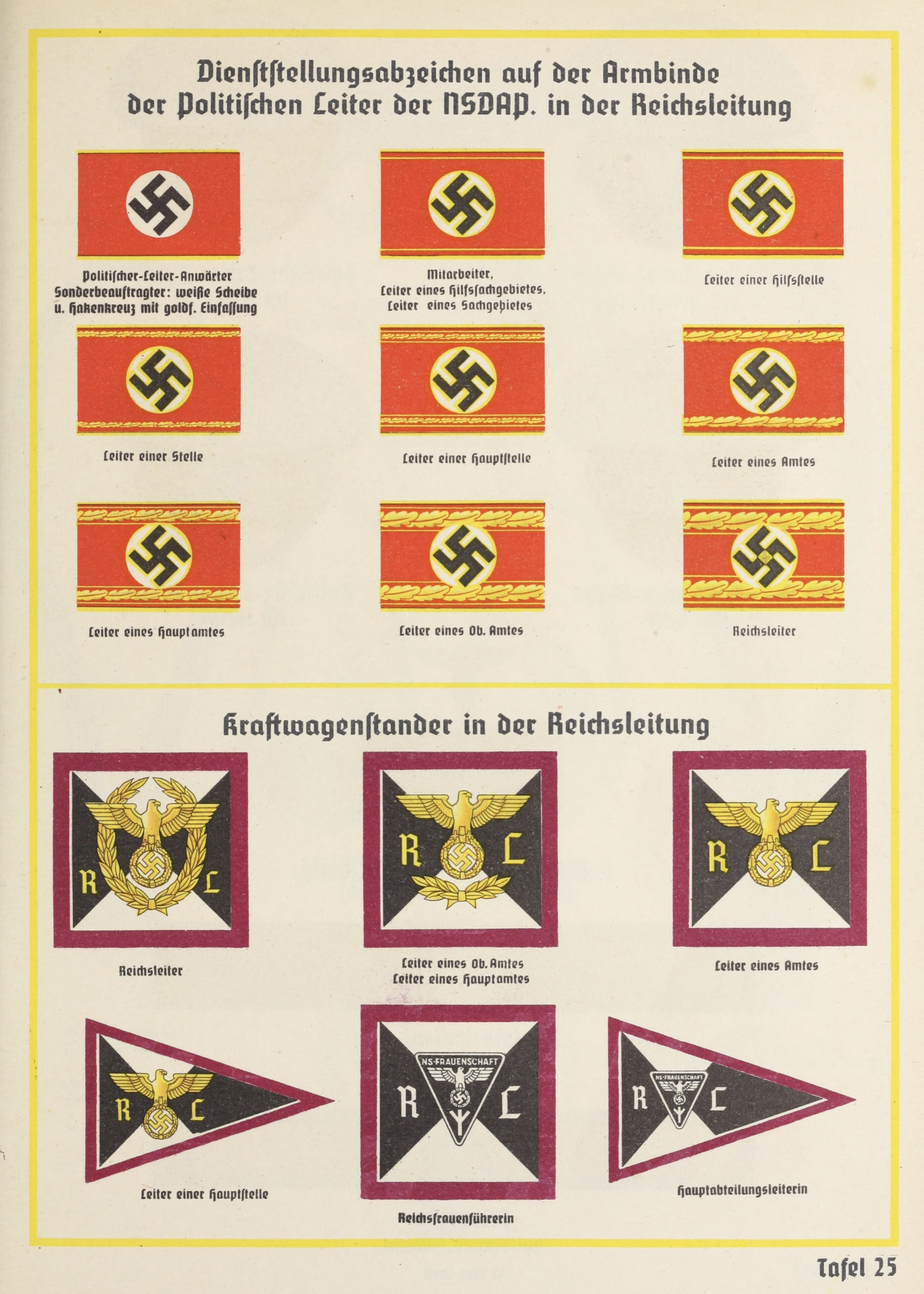
全国指導部職員の腕章（1938年以降）
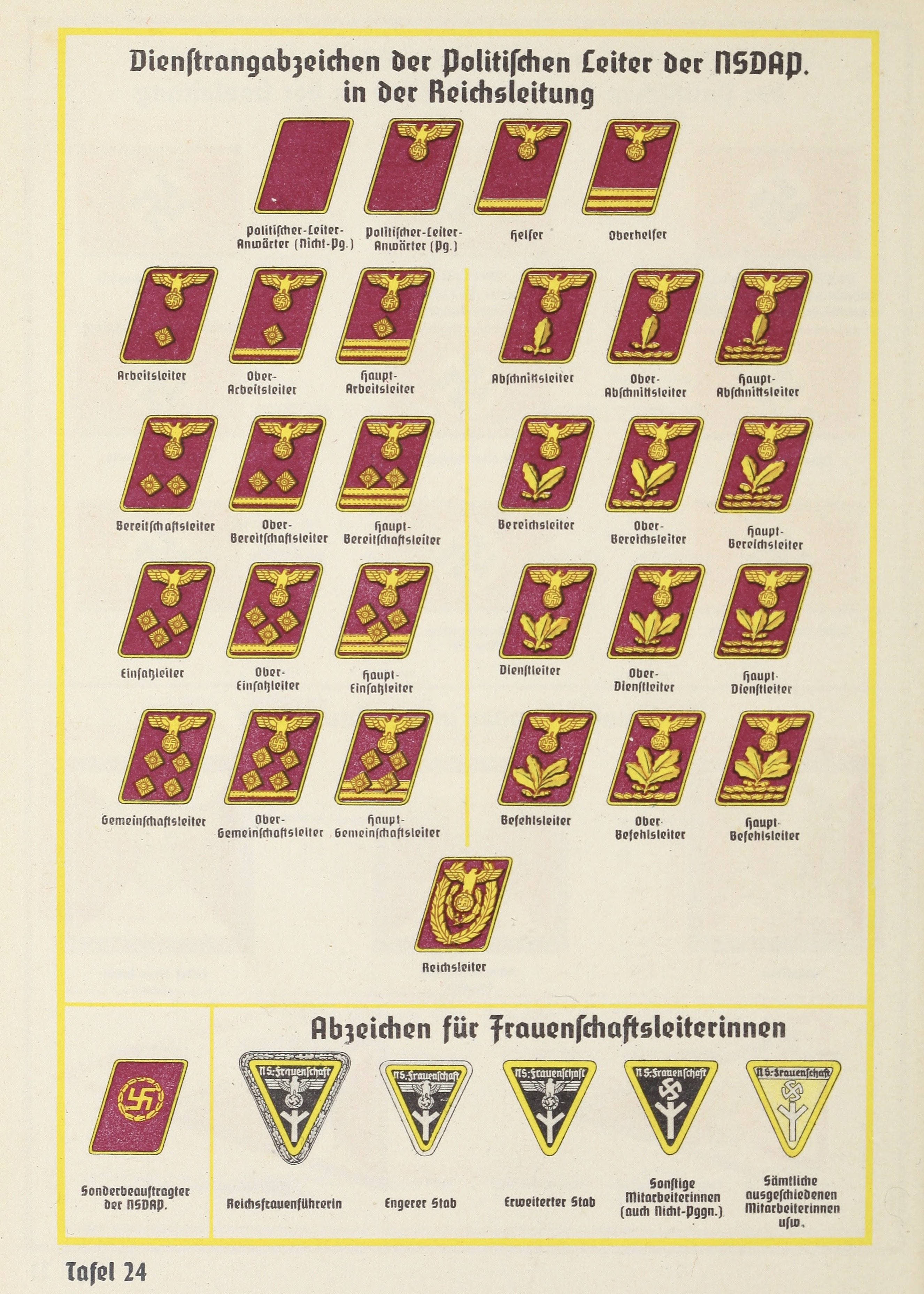
1938年以降の全国指導部に配属される党員の階級区分（襟章）
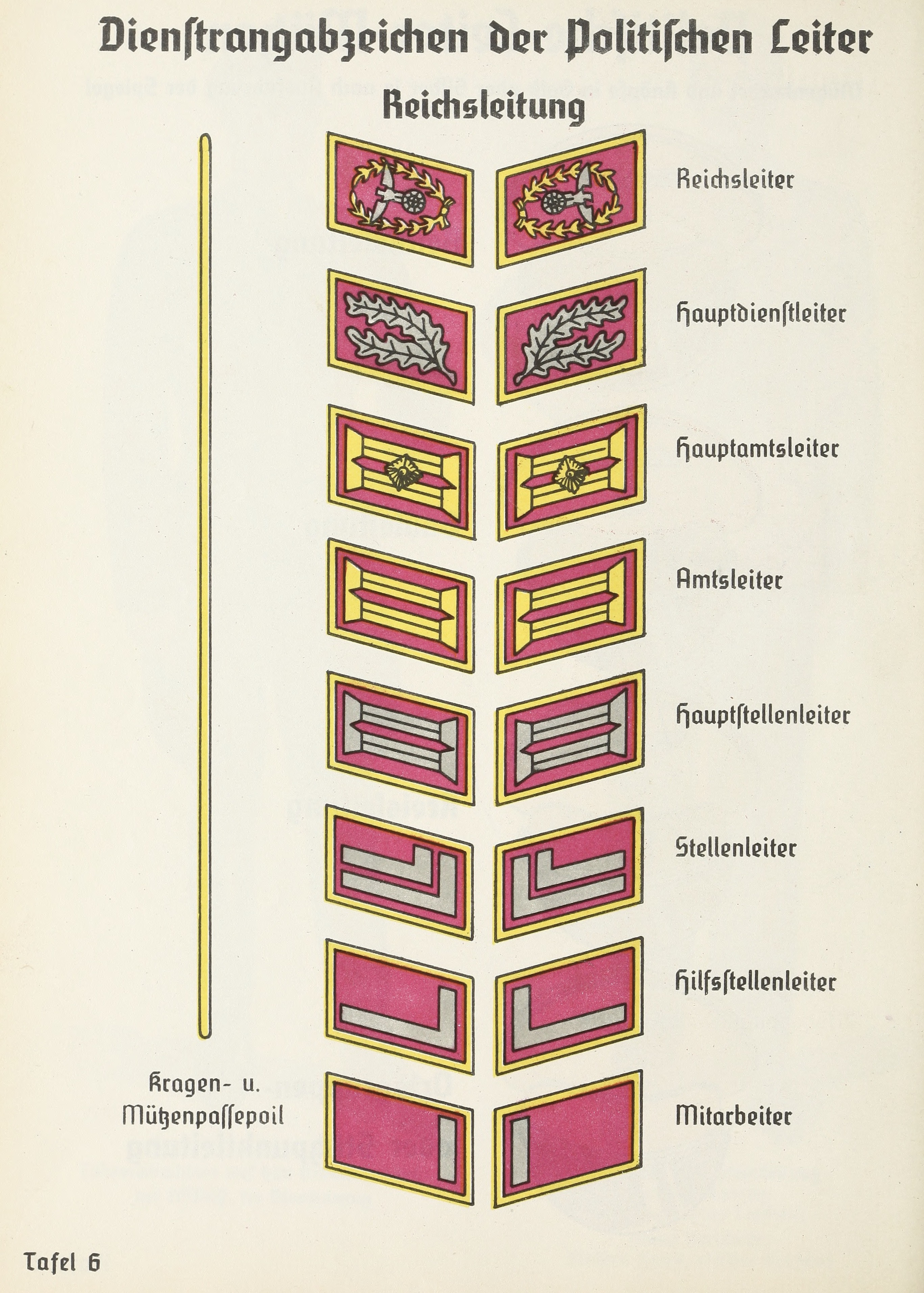
1938年までの全国指導部の襟章
1930～1934年までの全国指導者用腕章
1932年制定の全国指導者襟章
1933年制定の全国指導者襟章
1939年制定の全国指導者襟章

== 関連項目 ==
- 全国防衛委員
- 国家弁務官
- 大管区指導者
- 管区指導者
- 地区指導者
- 拠点分区指導者
- 細胞指導者
- 街区指導者
- 事務長